# دماغه‌پوش

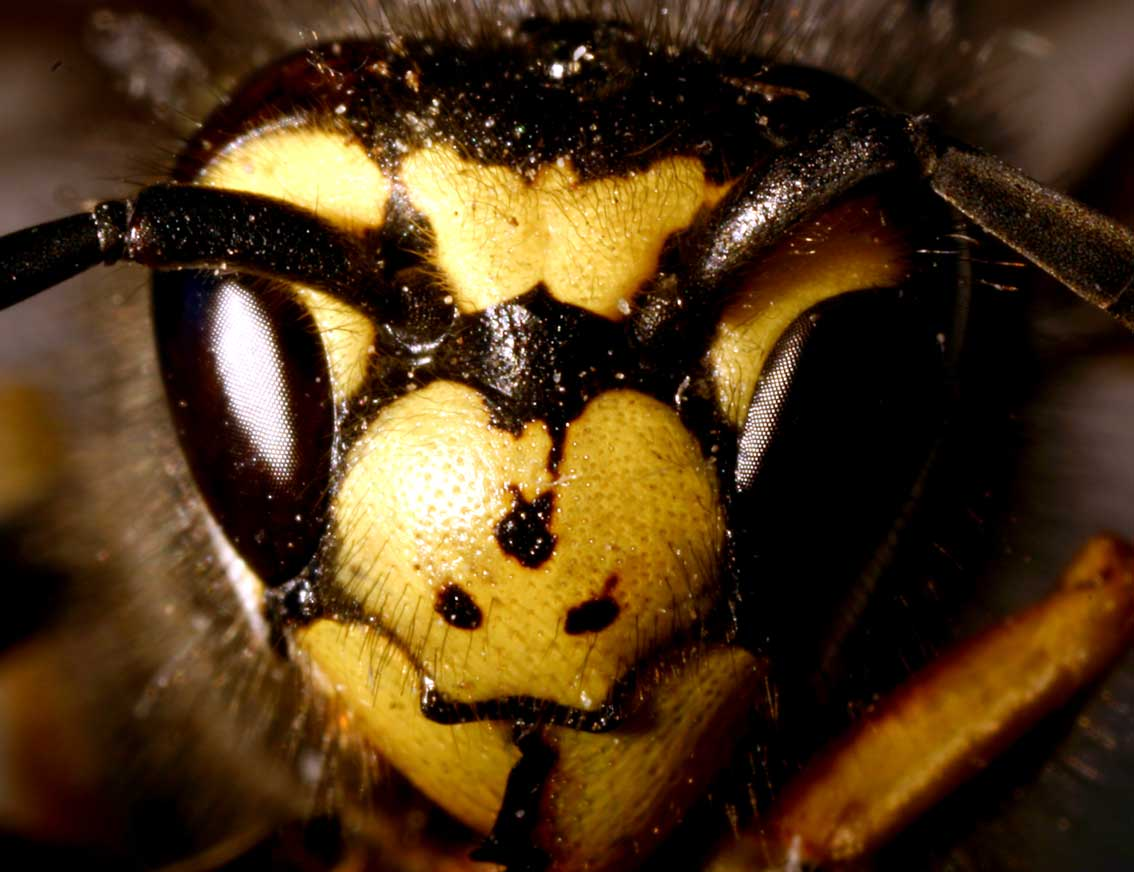
دماغه‌پوش این زنبور آلمانی بخش ذوزنقه‌ای جلوی صورت است که سه لکه سیاه دارد.

دماغه‌پوش (clypeus) یکی از سپرچه‌های «صورت» بندپایان است که معمولاً در وسط صورت آن‌ها قرار گرفته است.
در حشرات، دماغه‌پوش در بالای بالالب labrum و در زیر پیشانی قرار گفته است. بالالب در امتداد حاشیه زیرتنه‌ای دماغه‌پوش به آن مفصل می‌شود.
در عنکبوت‌ها، دماغه‌پوش درست زیر چشم‌های بزرگ قرار دارد. دماغه‌پوش معمولاً در لبه‌های طرفین و پشتی خود شیارهایی sulci دارد که وجه مشخصه خوبی برای یافتن دماغه‌پوش است.
بیشتر دماغه‌پوش‌ها مستطیلی یا ذوزنقه‌ای‌شکل هستند. البته تفاوت میان شکل دماغه‌پوش‌ها ارتباطی با راسته و خانواده و حتی گونه حشرات ندارد و می‌تواند از حشره تا حشره تفاوت‌های زیادی داشته باشد. دماغه‌پوش هم‌چنین ممکن است با دیگر بخش‌های سر جوش خورده باشد. برخی دماغه‌پوش‌ها کرک‌دار هستند و برخی بی‌مو.
پس‌دماغه‌پوش post-clypeus ساختاری بینی‌مانند و بزرگ است که میان چشم‌های زنجره‌ها قرار گرفته و بیشتر جلوی صورت آن‌ها را می‌پوشاند.
در عنکبوت‌ها، دماغه‌پوش به طور کلی به عنوان ناحیه‌ای بین لبه جلویی (قدامی) پشت‌لاک carapace و چشم‌های جلویی تعریف می‌شود.